# Teatr dworski w Polsce

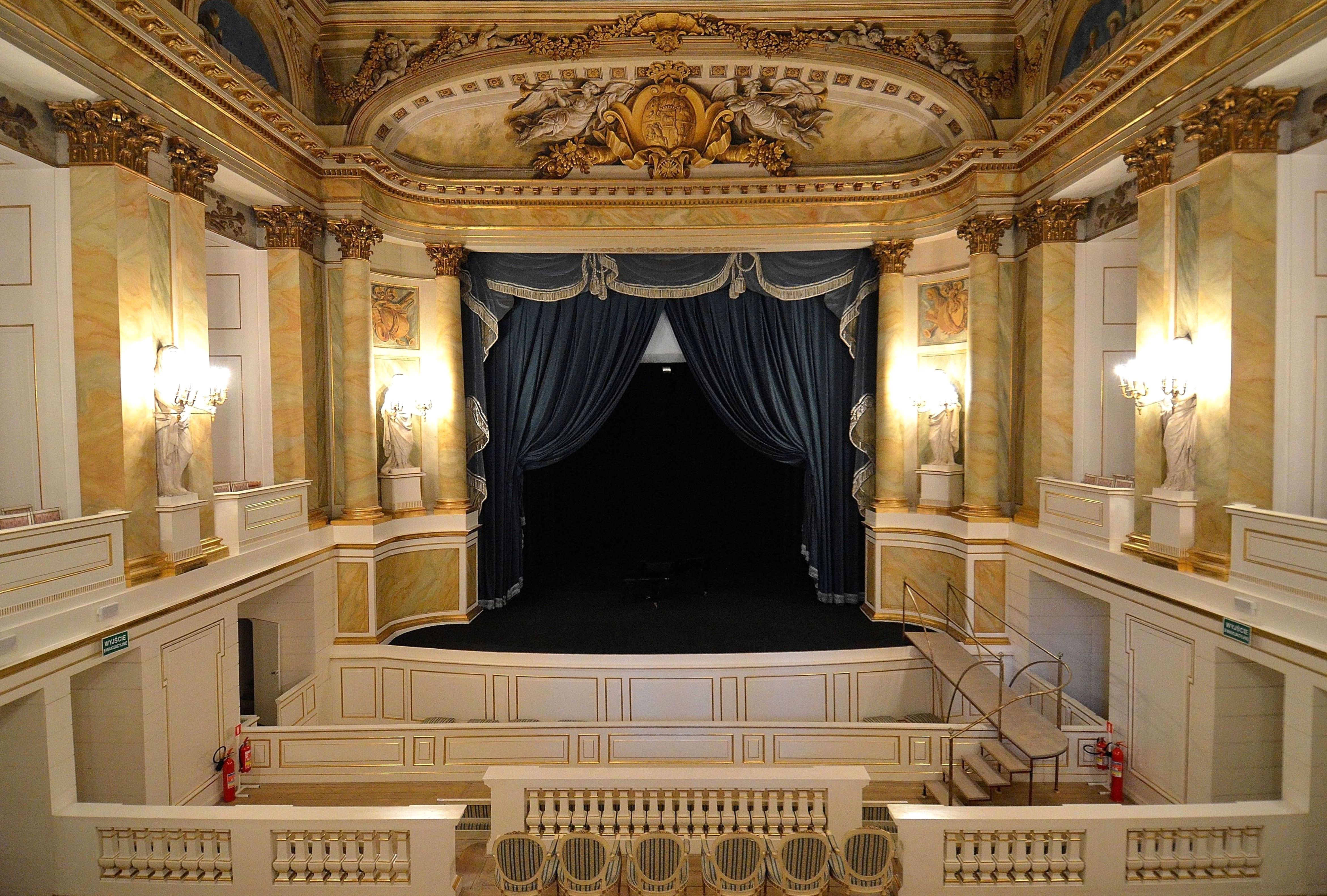
Teatr Stanisławowski w Starej Pomarańczarni w Łazienkach Królewskich w Warszawie

Teatr dworski – prywatne sceny teatralne, rozwijające się w XVI-XIX stuleciu na dworze królewskim i dworach magnackich. Miały zapewniać rozrywkę i budować prestiż właściciela teatru. Terminem tym określamy zarówno teatry powstające w rezydencjach magnatów, szlachty, jak i zespoły théâtre de société występujące w salonach Warszawy. W XVIII wieku wzorem dla nich stał się francuski Théâtre des Petits Cabinets madame de Pompadour, gdzie obok amatorów mogli występować artyści zawodowi. Do tej grupy placówek należy zaliczyć także, tzw. teatr poddańczy. W tym okresie powstawały także awangardowe teatry des petits comédiens, które oprócz pantomimy prezentowały dramaty i opery. W nurcie tych zmian poczęto zakładać w dworach magnackich i szlacheckich, szkoły aktorskie, baletowe, a nawet muzyczne dla dzieci oficjalistów i poddanych chłopów. Dzięki temu wiek XVIII wzbogacił teatr polski o wielu zdolnych artystów.

## Rodowód
Początkowo spektakle na dworach szlacheckich miały jedynie charakter okazjonalny. Do głośnych inscenizacji XVI wieku zaliczyć trzeba premierowe wystawienie Odprawy posłów greckich Jana Kochanowskiego, z 12 stycznia 1578 roku, w majątku Jana Zamoyskiego w Ujazdowie, z okazji jego ślubu z Krystyną Radziwiłłówną.

## Teatr królewski

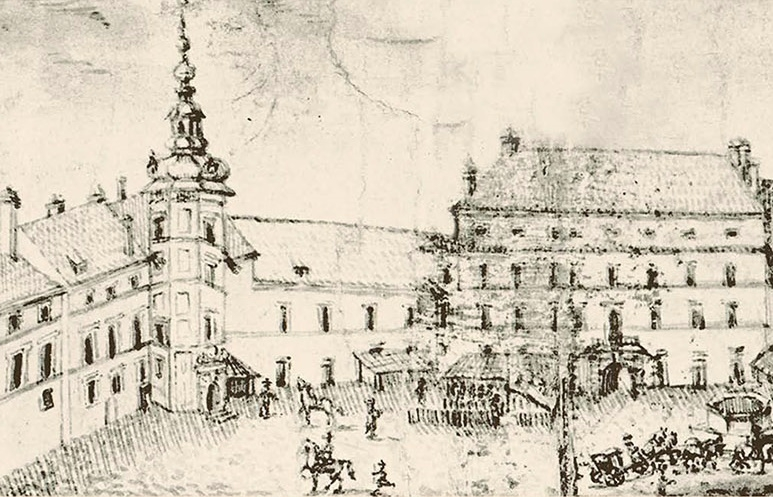
Budynek opery na zamku w Warszawie w 1701 r.

Do miłośników teatru należał król Zygmunt III Waza. Na jego dworze w Krakowie często gościli włoscy komedianci. Po przeprowadzce dworu królewskiego do Warszawy w rezydencji królewskiej działała angielska trupa aktorska, wystawiająca dzieła Szekspira (Romeo i Julia, Juliusz Cezar, Hamlet, Król Lear, Kupiec wenecki) oraz Marlowe’a (Doktor Faust). Aktorzy teatru cieszyli się dużym uznaniem; wdowa po jednym z nich dostała od króla dożywotnią rentę.
Syn Zygmunta, Władysław IV Waza, zorganizował na swoim dworze scenę operową i baletową. Król sam chętnie bywał na przedstawieniach. Przed sceną znajdował się sektor dla władcy i jego rodziny, dalej zasiadali dworzanie, a następnie miejsca zajmowali pozostali widzowie. Król nie skąpił na odpowiednie wyposażenie sceny (kurtyna, dekoracje, etc). Wystawiano głównie sztuki włoskie o tematyce mitologicznej.
Po potopie szwedzkim na dworze królewskim nie kultywowano tradycji teatralnych. 
Teatr królewski odrodził się w epoce saskiej, funkcjonował jednak u boku władców, rządzących krajem z Drezna. Do Polski przeniósł się wraz z Augustem III w latach 1756–1763. Na potrzeby opery królewskiej powstał wtedy w Warszawie gmach Operalni.

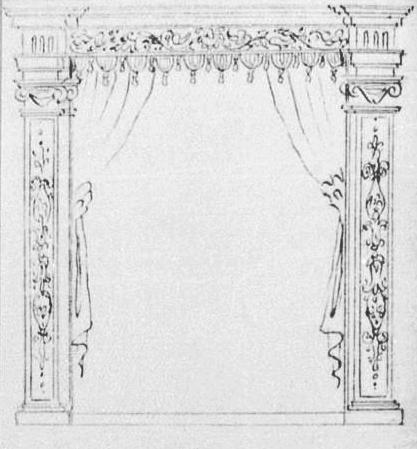
Dekoracja sceny proj. Gisleniego z około 1640 roku

## Teatr magnacki
Teatry dworskie istniały w Polsce niemal w każdej większej rezydencji magnackiej, w wielu dworach szlacheckich. W parkach budowano teatry letnie, tzw. zielone. W drugiej połowie XVII wieku, gdy teatr królewski tymczasowo stracił na znaczeniu, wraz z rozwojem potęg szlacheckich zaczęły powstawać liczne amatorskie sceny na dworach magnackich. Występowali na nich dworzanie, służba, uczniowie szkół prowadzonych przez magnata. Początkowo odgrywano proste sceny pasterskie, które nie wymagały szczególnego kunsztu aktorskiego ani teatralnego zaplecza. Jednak w XVIII wieku poziom przedstawień magnackich znacznie się podniósł. Największy rozkwit nastąpił w czasach stanisławowskich. Prywatne teatry otwierali Radziwiłłowie herbu Trąby, Czartoryscy, Opalińscy, Ogińscy, Leszczyńscy, Braniccy, Sułkowscy. Innym znanym teatrem dworskim tych czasów była scena w Podhorcach pod patronatem Wacława Rzewuskiego. Wystawiano sztuki francuskie i włoskie, początkowo w oryginale, później też w przekładach na język polski, a także sztuki pisane specjalnie na potrzeby lokalnego teatru. Franciszka Urszula Radziwiłłowa z Wiśniowieckich była autorką 16 utworów komediowych i sielanek oraz przekładów dramatów Moliera, które wystawiano w Nieświeżu. Księżna zainteresowanie teatrem wyniosła z domu rodzinnego, zapewne pod wpływem stryja Michała, który w Wiśniowcu utrzymywał prywatną scenę. Wacław Rzewuski pisał sztuki dla swojego teatru w Podhorcach (Żółkiewski, Władysław pod Warną, Dziwak, Natręt). W Ujazdowie swoje komedie wystawiał Stanisław Herakliusz Lubomirski.

### Teatr nieświeski
W Nieświeżu na dworze Michała Kazimierza Radziwiłła od działał jeden z najbardziej znanych teatrów magnackich epoki baroku – Komedyhauz.  Od roku 1748 istniała tam sala teatralna, a w letnich rezydencjach: Albie i pobliskiej Konsolacji, dwa teatry sezonowe. W latach 1746–1752 Franciszka Urszula Radziwiłłowa wystawiała w Nieświeżu swe własne utwory. Zespół aktorski tworzyli członkowie rodziny, dworzanie i kadeci pod kierunkiem Jakuba Fryczyńskiego. Po roku 1756, dzięki staraniom księcia Michała, okazjonalny teatr zmienia gruntownie swój charakter. Przekształca się w stały nadworny teatr, w którym pojawiają się profesjonalni aktorzy. Dzięki tym zmianom obok polskich pojawiają się francuskie komedie Molière'a. Z początkiem roku 1750 zaczęto kształcić własnych muzyków. Kilka lat później (1759) powstaje szkoła baletowa, kształcąca 8 dzieci, którą kierował baletmistrz A. Putini (później M. Dupré). W ciągu 15 lat (1746-1761) odnotowano ogółem 187 przedstawień, najliczniej pojawiały się one w latach 1755-1757: 58 przedstawień (około 19 rocznie). Od roku 1762, po śmierci księcia Michała, teatrem nieświeskim kierował Karol Stanisław Radziwiłł Panie Kochanku. Przymusowa przerwa w działalności teatru (lata 1764-1777) była konsekwencją banicji księcia Karola. W latach 1783–1785 teatr został zdominowany przez warszawski zespół "aktorów narodowych", kierowany przez Leona Pierożyńskiego (K. Owsiński, J. Jasiński). W Nieświeżu działała wówczas stała orkiestra i zespół baletowy. Ponadto funkcjonował balet i teatr złożony z dzieci, które kształciły się w szkole baletowej, prowadzonej (1780) przez baletmistrza Łojko. Sam Łojko dzięki wsparciu Radziwiłła wykształcenie odebrał w Wenecji. Magnat ten dbał także o kształcenie swych oficjalistów i poddanych na aktorów dramatycznych. Przykładem może być opera Agatka, którą wystawiono 17 września roku 1784 przed Stanisławem Augustem. Libretto do niej napisał Maciej Radziwiłł, muzykę nadworny kompozytor nieświeski Jan Dawid Holland, dekoracje przygotował malarz wileński Ottosielski. Innym razem wystawiono balet Orfeusz i Eurydyka, przygotowany przez Petinellego i Łojkę. Aktorzy w większości pochodzili z poddanych chłopów. Nieco później (po roku 1784) Radziwiłł zatrzymał część aktorów narodowych z trupy Pierożyńskiego, Stanisław Zakrzewski i Marianna Wernerówna otrzymali posady pedagogów. Repertuar sceny nieświeskiej w latach 1783-1785 nie ustępował teatrom warszawskim. Po odejściu Pierożyńskiego w roku 1786 funkcjonował tu jeszcze zespół baletowy i orkiestra. Zostały one zlikwidowane ostatecznie w roku 1809 przez księcia Dominika.

## Lista teatrów dworskich w Polsce
Najważniejsze teatry dworskie
- teatr Radziwiłłów w Nieświeżu (1746-1809).
- teatr Hieronima Radziwiłła (filie teatru nieświeskiego) w Słucku (1751-1768) i w Białej (1754-1785)
- teatr Wacława Rzewuskiego w Podhorcach (1754-1767)
- teatr Jana Klemensa Branickiego w Białymstoku (1749-1830)
- teatr Augusta Sułkowskiego w Rydzynie (1704-1786)
- teatr Antoniego Tyzenhauza w Grodnie (1770-1785)
- teatr Michała Kazimierza Ogińskiego w Słonimiu (1771-1804) i Siedlcach (1783-1797)
- teatr Czartoryskich w Puławach (1760-1804) i Sieniawie (1800-1817)
- teatr Aleksandra Michała Sapiehy w Różanej (1761-1786) i Dereczynie (1786-1796)

Mniejsze teatry dworskie
- teatr Antoniego Jabłonowskiego w Racocie pod Kościanem (1774-1793)
- teatr Jerzego Augusta Mniszcha w Dukli (1765-1780) i Gajczynie (filia)
- teatr Ignacego Krasickiego w Lidzbarku Warmińskim (1778-1795)
- teatr Izabeli z Czartoryskich Lubomirskiej w Łańcucie (1792-1823)

Placówki mniej znane (alfabetycznie)
- Arkadia koło Nieborowa (1800-1809)
- Boremel na Wołyniu (27 lutego 1787)
- Dęblin
- Dubno (1784-1787)
- Horochów na Wołyniu (1777)
- Izdebno, pow. błoński (1801)
- Janów, pow. wiłkomierski (1784)
- Kobylepole, część Poznania (koniec XVIII/początek XIX w.)
- Kraków (3 marca 1766)
- Krystynopol pod Sokalem (1761-1773),
- Krysowice, pow. mościcki (1788),
- Lwów (1800-1809),
- Łabunie koło Zamościa (1744),
- Międzyrzec (1821-1823),
- Mińsk (1800-1812),
- Nieborów koło Łowicza,
- Niezdów (1799-1817),
- Otwock,
- Pawłów koło Wilna (1790-1793),
- Pekałów, woj. wołyńskie (koniec XVIII/początek XIX w.),
- Radomyśl (1782-1786),
- Radziejowice (około 1816),
- Rajkowce na Podolu (1782),
- Romanów na Wołyniu (1779-1819),
- Rzepichowo, woj. nowogródzkie (1783-1785),
- Sielce pod Warszawą – rezydencja Michałostwa Mniszchów (7 września 1788),
- Sławuta na Wołyniu (1783-1784),
- Sucha Beskidzka (zamek),
- Szkłów (1780-1795),
- Świsłocz (początek XIX w.),
- Tuczyn na Wołyniu (koniec XVIII w.),
- Tulczyn (1787-1808),
- Werki, część Wilna (do 1782, początek XIX w.),
- Wiśniowiec (maj 1787),
- Zaborze, woj. wileńskie (do 1830).

Warszawskie teatry de société
- teatr Barbary z Duninów Sanguszkowej (sierpień 1764),
- zespół amatorski pod kierownictwem Alojzego Fryderyka von Brühla (zima-wiosna 1765),
- zespół pod dyrekcją kapitana Bréhana du Fournet (od 1767),
- teatr prymasa Gabriela Podoskiego (1762-1771),
- trupa dziecięca Józefa Bratkowskiego (1769-1770),
- przedstawienia Marii Teresy z Ossolińskich Potockiej (1770),
- teatr Magdaleny z Lubomirskich Sapieżyny (1778),
- teatr amatorski Alojzego Fryderyka von Brühla (około 1780),
- amatorskie zespoły mieszczańskie (1774-1776),
- sala teatralna pałacu Nowy Sułków,
- teatr Karoliny z Gozdzkich Sanguszkowej (1775 – styczeń 1777),
- teatr Karola Tomatisa i jego żony (1788-1792),
- teatr króla Stanisława Augusta na Zamku (1764-1785),
- teatr dworski w Starej Pomarańczarni w Łazienkach Królewskich (1781-1817),
- zespół pani Henrietty de Vauban (1799-1806),
- zespół amatorski u Michałowej Lubomirskiej,
- zespół w pałacu Małachowskich,
- zespół amatorski Karoliny z Sapiehów Sołtykowej (1802-1806),
- przedstawienia Towarzystwa Dobroczynności (1823),
- amatorskie przedstawienia akademików w Teatrze Narodowym.